# Jackie Groenen
Jackie Noelle Groenen (née le 17 décembre 1994 à Poppel, Ravels, Belgique) est une footballeuse néerlandaise, qui évolue depuis 2022 au Paris Saint Germain. Groenen a aussi été une judokate active jusqu'en 2011.

## Parcours

### En club
C’est avec sa sœur Merel Groenen qu’elle a commencé sa carrière de footballeuse d'abord au VV Riel. Après elles ont joué au club Wilhelmina Boys et ensuite au SV Rood-Wit Veldhoven. À partir du janvier 2011 Merel et Jackie Groenen jouent au SG Essen-Schönebeck, un club de la Frauen-Bundesliga, ligue 1 du foot féminin en Allemagne. Jackie débutait pour son club SG Essen-Schönebeck le 30 janvier 2011 dans un match de coupe et un mois plus tard elle a débuté dans la Frauen-Bundesliga. Avant la saison 2011/12 elle change de club pour jouer au FCR 2001 Duisbourg. C'est en mai 2011 qu'elle fait son premier match pour le nouveau club. Après la prise en main du club par le MSV Duisbourg elle rompt son contrat et s'engage au Chelsea FC. En juillet 2015 elle revient en Bundesliga au 1. FFC Francfort. Après la saison 2018-2019 elle s'engage avec Manchester United, nouvellement promu en FA Superleague.

### En sélection
Lors de la phase de qualification au Championnat d'Europe féminin des moins de 17 ans Groenen a joué cinq fois à l'équipe néerlandaise, cependant elle n'était pas convoquée pour la phase finale. Le 31 mars 2012 elle débute avec l'équipe néerlandaise des moins de 19 ans. À cause d'une blessure durant ce match, elle ne peut plus continuer et manque aussi les deux autres matchs de qualification pour le Championnat d'Europe féminin des moins de 19 ans.

## Palmarès en football
- Championnat d'Europe (1) : 2017
- Vainqueur Coupe de France (1) : 2024

## Judo
Jackie Groenen a participé à plusieurs compétitions de judo et a remporté plusieurs victoires. Dans les années 2007, 2008 et 2009 elle était championne néerlandaise dans le groupe des moins de 15 ans. Elle a remporté le titre de championne dans la catégorie de poids -32 kg,. En 2010 elle  était  vice-championne néerlandaise dans la catégorie de poids -44 kg. Le 6 mars 2010 elle a remporté la médaille d'or dans le groupe des moins de 17 ans.  Lors du championnat de l'Europe en juin 2010 à Teplice elle a gagné la médaille bronze dans le groupe des moins de 17 ans et catégorie de poids -40 kg,.
En février 2011 Groenen a gagné le championnat junior des Pays-Bas, dans la catégorie de poids -44 kg et catégorie d'âge -20 ans.